# Hiromasa Azuma
Hiromasa Azuma (japanisch 吾妻 弘将 Azuma Hiromasa; * 29. August 1977 in der Präfektur Wakayama) ist ein ehemaliger japanischer Fußballspieler.

## Karriere
Azuma erlernte das Fußballspielen in der Schulmannschaft der Toin Gakuen High School und der Universitätsmannschaft der Komazawa-Universität. Seinen ersten Vertrag unterschrieb er 2000 bei den Ventforet Kofu. Der Verein spielte in der zweithöchsten Liga des Landes, der J2 League. Für den Verein absolvierte er 27 Spiele. Ende 2002 beendete er seine Karriere als Fußballspieler.